# Eubranchipus uchidai
Eubranchipus uchidai är en kräftdjursart som först beskrevs av Akio Kikuchi 1957.  Eubranchipus uchidai ingår i släktet Eubranchipus och familjen Chirocephalidae. Inga underarter finns listade i Catalogue of Life.